# هوراسيو كاسارين
هوراسيو كاسارين (بالإسبانية: Horacio Casarín)‏ (مواليد 25 مايو 1918 - الوفاة 10 أبريل 2005) كان لاعب كرة قدم مكسيكي كان يلعب كمهاجم. سبق له أن لعب في كأس العالم لكرة القدم مع منتخب بلاده.

## روابط خارجية
- هوراسيو كاسارين على موقع الاتحاد الدولي (مؤرشف)  (الإنجليزية)
- هوراسيو كاسارين على موقع قاعدة بيانات كرة القدم.إي يو (الإنجليزية)
- هوراسيو كاسارين على موقع ناشيونال فوتبول تيمز (الإنجليزية)